# Maatschappelijke advisering
Maatschappelijke advisering is in Vlaanderen een studierichting op bachelorniveau binnen het studiegebied sociaal werk. 

## Juridische basis
Het is in de sector van het sociaal werk ook bekend als sociaal-juridische Dienstverlening (SJD). In vergelijking met de andere oriëntaties of afstudeerrichtingen in het sociaal werk is een afgestudeerde in de richting maatschappelijke advisering eerder gericht op kennis van de sociale wetgeving. Vanaf het tweede jaar bachelor komen daarom in deze afstudeerrichting meer rechtsvakken aan bod. 
Met die basis kan men deskundiger advies geven en is het minder gericht op actie naar maatschappelijke verandering of ondersteuning van sociaal-zwakkere groepen in de samenleving.

## Uitwegen
Maatschappelijk werkers met de afstudeerrichting maatschappelijke advisering vinden hun tewerkstelling o.m. in: 
- Justitiehuis
- OCMW
- Sociale huisvestingsmaatschappij of Sociaal verhuurkantoor
- (studiediensten van) vakbonden
- Jongeren Informatiepunten (JIP) of Jongeren Advies Centra (JAC)
- Centrum voor Algemeen Welzijnswerk

## Scholen die de opleiding aanbieden
(academiejaar 2011-2012)
- Erasmushogeschool Brussel,
- Karel de Grote-Hogeschool Antwerpen,
- Katholieke Hogeschool Kempen Geel,
- Katholieke Hogeschool Leuven,
- Hogeschool West-Vlaanderen Kortrijk,
- Arteveldehogeschool Gent,
- Hogeschool Gent,